# Pesky Rocks
Die Pesky Rocks (englisch für Lästige Felsen, in Chile Bajo Osorno ‚Osorno-Untiefe‘) sind eine kleine Gruppe von Klippenfelsen vor der Graham-Küste des Grahamlands auf der Antarktischen Halbinsel. Sie liegen 5,5 km westlich des Kap Evensen vor der Einfahrt zur Auvert Bay.
Erstmals verzeichnet sind sie auf einer chilenischen Landkarte aus dem Jahr 1947. Das UK Antarctic Place-Names Committee benannte sie so, weil sie das einzige Hindernis auf einer hier ansonsten freien Schiffsroute entlang der Graham-Küste darstellen. Der Hintergrund der chilenischen Benennung ist nicht überliefert, wahrscheinlicher Namensgeber ist wie beim Monte Osorno der Vulkan Osorno in Chile.